# Leon Hatot
Leon Hatot (Леон Ато) — марка швейцарских часов.
Датой основания компании считается 1905 год, когда молодой французский художник Леон Ато (1883—1953) открыл в Безансоне свою первую собственную ювелирную мастерскую. В начале своей карьеры мастер делал ставку на ювелирный дизайн, но в 1920 году в своей компании, которая с 1911 года переехала в Париж, он основал подразделение, занимавшееся разработками электрических часов. В 1923 году специально для производства электрических часов была создана торговая марка «ATO». В 1925 году эта торговая марка выиграла гран-при на международной выставке декоративного искусства за настольные электрические часы выполненные из разных материалов. В том же году Леону Ато правительство Франции вручает Орден Почетного Легиона. После выпуска настольных электрических часов Ato-Radiola, принимающих радиосигнал для корректировки времени, за Леоном Ато закрепилось прозвище «художник-учёный».
В 1930 году компания Blancpain, используя корпус для часов под названием «Rolls», разработанный в ателье Леона Ато и разработанный им механизм с минимальным трением движущихся частей, выпустила первые в мире дамские часы с автоподзаводом.
В 1939 года в начале Второй Мировой войны компания Леона Ато получила большой заказ от французского военного ведомства на производство гирокомпасов, высотометров и приборов навигации для армии. Но в самом начале оккупации Франции Вермахтом, Леон Ато полностью ликвидировал производство и отказался от сотрудничества с нацистами.
Умер мастер в 1953 году, и с его смертью компания прекратила своё существование.
В 1999 году концерн Swatch Group вспомнил имя «художника-учёного» и марка Leon Hatot получила шанс на вторую жизнь.

## Достижения
- 1928 год — настольные электрические часы с функцией корректировки времени по радиосигналу.
- 1930 год — первые дамские наручные часы с автоподзаводом «Rolls».
- 1931 год — настольные электрические часы с функцией «мирового времени»
- 1933 год — прообраз часовой сети от одних «мастер-часов» от показания которых автоматически корректируется и устанавливается время для всех часов входящих в сеть[4]